# Tamara de Lempicka
Tamara de Lempicka, či Tamara Łempicka (16. května 1898 Varšava někdy uváděno i Petrohrad a jméno Tamara Gorska – 18. března 1980 Cuernavaca), rodným jménem Maria Rozalia Gurwik-Górska, byla polská malířka, od roku 1919 tvořící ve Francii ve stylu art deco.

## Životopis
Lempicka se za svého života záměrně vyjadřovala o svém původu mnohoznačně a často i protichůdně, což byla jedna z mnoha jejích metod, jak k sobě připoutat pozornost a zvýšit svou atraktivitu. Dnes se má za to, že se s největší pravděpodobností narodila do dobře situované rodiny ve Varšavě. Její otec Boris Gorski, úspěšný právník židovského původu, byl zástupcem francouzské obchodní společnosti, matka rozená Declerová pocházela z bohaté rodiny a získala vzdělání v cizině. V roce 1911 cestovala se svou babičkou po Itálii; tehdy v sobě objevila zájem o výtvarné umění. Rok nato ji matka poslala do internátní školy v Lausanne. Prázdniny roku 1914 prožila u bohaté tety v Petrohradu, kde poznala život v přepychu a rozhodla se, že bude jejím cílem. Zde také poznala právníka Tadeusze Łempického (1889–1950). V roce 1916 si ho vzala a nadále žili v Petrohradě. Po vypuknutí říjnové revoluce byl Łempicki v prosinci 1917 zatčen a Tamara uprchla do Kodaně. Díky kontaktům mezi švédskými diplomaty zajistila manželovo propuštění. Poté se v roce 1918 společně usadili v Paříži.
Zatímco Łempicki zde nemohl sehnat zaměstnání a trávil čas bezúčelně, Tamara se na radu své mladší sestry Adrienne, která v Paříži studovala architekturu, rozhodla věnovat se dráze malířky. Začala brát soukromé lekce u nabisty Maurice Denise a zejména u André Lhota (1885–1962). Lhote byl velký ctitel Ingrese, ale zároveň se počítal ke kubistům. Oba tyto inspirační zdroje na obrazech Tamary Łempicky nápadně vystupují. Primárním cílem malířky bylo získat prodejem obrazů prostředky k luxusnímu životu, což se jí podařilo.
Łempičtí měli dceru Kizette. Ani v jejím případě není zcela jasné, kdy se narodila. Na webu, který je malířce věnovaný, se uvádí rok 1916, literatura se přiklání k roku 1918 po příchodu do Paříže. V roce 1928 se manželé rozvedli, jejich vztah byl ale již delší dobu velice volný.
Poprvé vystavovala na Podzimním salonu 1922. Od poloviny 20. let se de Lempicka v určitých kruzích stala jednou z nejvyhledávanějších portrétistek. Do okruhu jejích známých patřili např. Pablo Picasso, Jean Cocteau či André Gide. Roku 1926 pobývala nějakou dobu u d'Annunzia v jeho vile Il Vittoriale u Gardského jezera. Lempicka chtěla pobytem u tehdy módního literáta zvýšit svou společenskou prestiž, spisovatel od ní chtěl namalovat portrét a učinit ji svou milenkou. Uskutečnilo se jen to první. V souvislosti s nástupem art deca, spojeného v Paříži s první výstavou umění tohoto stylu v roce 1925, začala být vystavována i de Lempicka, která se podniku svými obrazy také zúčastnila. Toho roku jí byly v Paříži uspořádány hned dvě samostatné výstavy, jedna pak v Miláně.

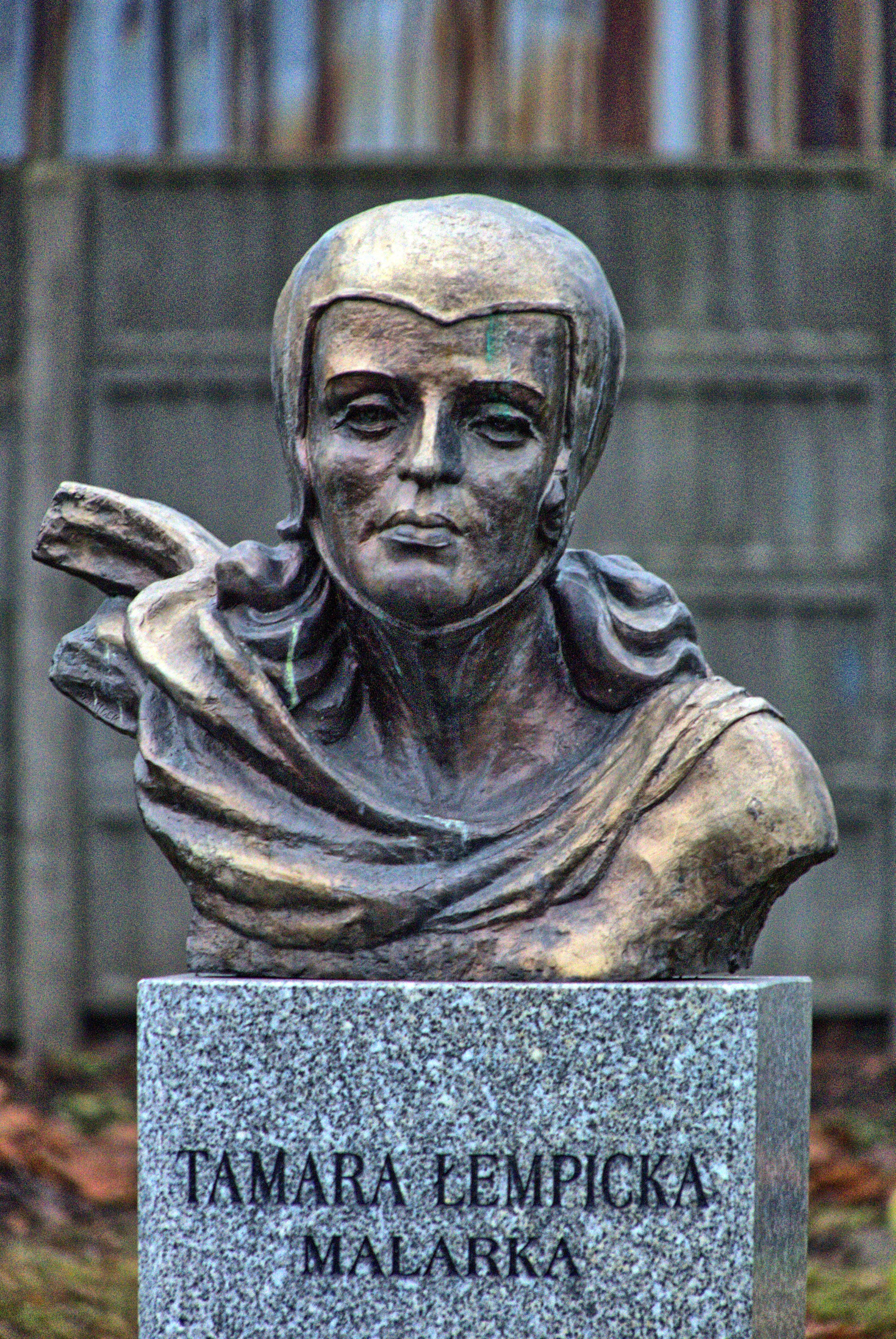
Tamara de Lempicka, busta od Sławomira Miceka v Kielcích

V roce 1928 poznala de Lempicka uherského barona Raoula Kuffnera (1886–1961), který byl jedním z hlavních sběratelů jejích obrazů. V témže roce také portrétovala jeho milenku Nanu de Herrera. Z obrazu vyzařuje averze, kterou de Lempicka vůči svému modelu cítila. O rok později již Nanu nahradila a roku 1933 si Kuffnera vzala. Tak vzniklo i její pojmenování baronka se štětcem. Protože prodej jejích obrazů vynášel, mohla si roku 1929 pořídit rozlehlý byt v pařížské rue Méchain. Design interiéru si objednala u architekta Roberta Malleta-Stevense. V témže roce také poprvé navštívila USA.
Během velké hospodářské krize de Lempicka pokračovala v malování a její obrazy se vystavovaly v pařížských galeriích. De Lempicka rozpoznala nebezpečí, jaké představoval nástup Hitlera k moci v Německu roku 1933. Přiměla proto Kuffnera, aby většinu svých nemovitostí v rodném Maďarsku prodal.
Roku 1939 odjeli Kuffnerovi do USA. Původně na prázdniny, ale s ohledem na vývoj v Evropě se rozhodli emigrovat. Hned v roce emigrace uspořádala galerie Paula Reinharta v Los Angeles velkou výstavu jejích prací. Kuffnerovi se usadili v Beverly Hills. De Lempicka tam pomáhala při organizování válečných sbírek a portrétovala hollywoodskou smetánku (např. Gretu Garbo). Počátkem 40. let se ke Kuffnerovým připojila i Tamařina dcera Kizette, která si vzala geologa Harolda Foxhalla (1918–1979). Počátkem 40. let měla de Lempicka několik výstav v různých amerických galeriích, např. Juliena Levyho v New Yorku nebo v Courvoisier Galleries v San Francisku. O její práce ale nebyl ani zdaleka takový zájem jako v Evropě a malířka pomalu upadala v zapomnění.
V roce 1943 se Kuffnerovi odstěhovali do New Yorku. Roku 1961 de Lempicka ovdověla. Dva roky nato se odstěhovala do Houstonu k rodině své dcery, která se starala o matčiny obchodní záležitosti. De Lempicka měla v domácnosti dcery Kizette rozhodující slovo. Často měnila text závěti, aby nad rodinnými příslušníky získala větší kontrolu. Ojedinělým připomenutím malířčina díla byla roku 1973 její retrospektiva v Lucemburském muzeu v Paříži. V roce 1974 přesídlila do Cuernavacy v Mexiku. Když roku 1979 Kizette zemřel manžel, odstěhovala se za matkou, která již byla vážně nemocná. De Lempicka zemřela ve spánku 18. března 1980. Dcera splnila její přání vyjádřené v poslední vůli a rozptýlila její popel nad kráterem Popocatépetlu.

## Galerie

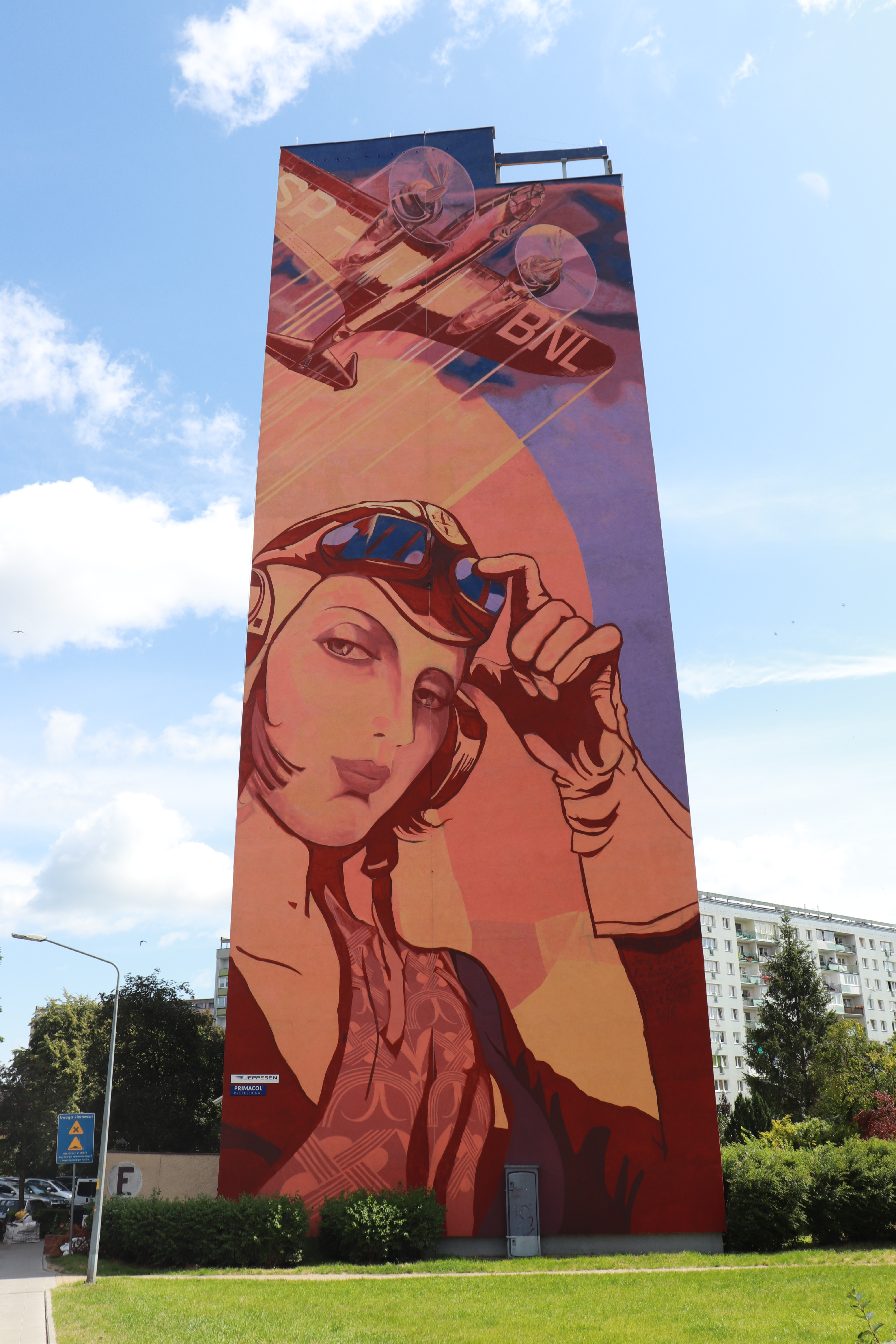
Mural ve stylu Tamary de Lepmicki v Gdaňsku
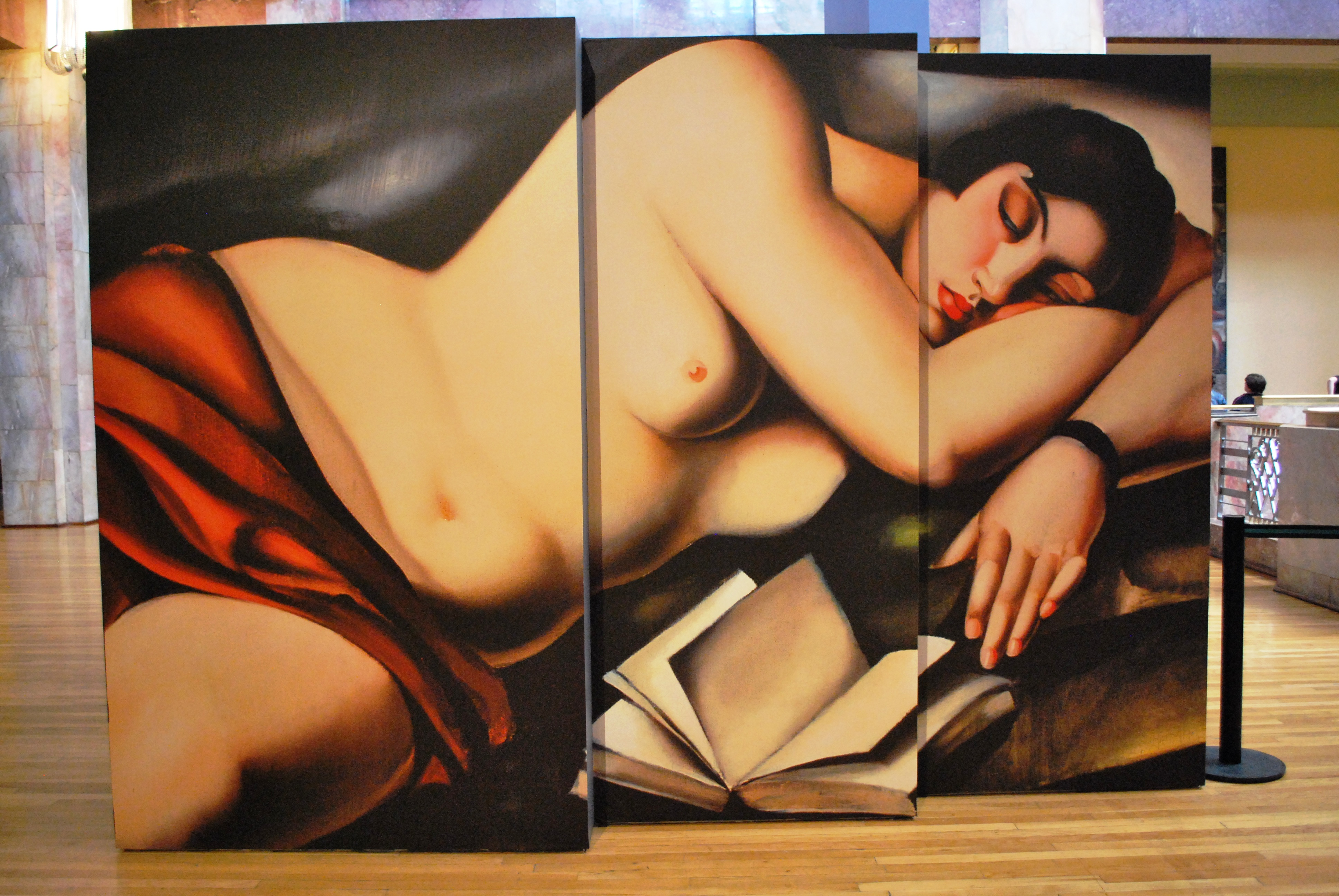
Nástěnný panel ve stylu Tamary de Lempicki v Palacio de Bellas Artes v Mexico City

## Dílo
Tvorba Tamary de Łempicky je úzce spojena s jejím způsobem života. Stylizovala se do role umělkyně a módní, elegantní a bohaté ženy, populární ve vysoké společnosti a uměleckém prostředí. Ke své propagaci využívala tisk, filmové reportáže a fotografie, na kterých spolupracovala s předními módními návrháři. V roce 1929 namalovala jedno ze svých nejznámějších uměleckých děl, které vystihuje její životní i umělecké krédo: Autoportrét, známé také jako Tamara v zeleném Bugatti, na objednávku pro obálku německého módního časopisu Die Dame.
„Mým cílem je nikdy nekopírovat. Vytvořte nový styl, jasné zářivé barvy a vnímejte eleganci modelů.“
Tamara de Lempicka
Obrazy de Lempicky lze označit za eklektické. Ve svém díle spojuje Ingresův neoklasicistický odkaz a ve 20. letech stále ještě částí sběratelů žádaný postkubismus. Hlavním tématem jejího díla byl člověk. Nejčastěji malovala představitele umělecké bohémy, aristokraty a příslušníky finanční elity Evropy a USA. Na jejích obrazech se často objevují ženské akty s ingresovsky odstínovanou pokožkou, jejichž pozadí tvoří kubisticky pojatá architektura. Pověst femme fatale a nepochybná řemeslná zručnost přivedla před její malířský stojan množství osobností z tzv. lepší společnosti. Nutno dodat, že velkou část portrétovaných tvoří nejen její rodinní příslušníci, ale vzhledem k bisexualitě malířky i její milenci a milenky. Její originální styl s jasnými, svítivými barvami, pevnými liniemi a zajímavými kompozicemi ji zařadil mezi výrazné představitelky malby art deco. De Lempicka také malovala květiny, nejčastěji kaly. Ve druhé polovině třicátých let se na jejích obrazech objevují také motivy madon, jeptišek a společensky angažovaná témata uprchlíků.
Po odchodu do Spojených států koketovala také s abstraktní a surrealistickou malbou, ale bez většího ohlasu.

### Vybrané obrazy
- Irena a její sestra, 1925
- Portrét markýze Sommiho, 1925
- Model, 1925
- Čtyři ženské akty, 1925
- Kizette na balkóně, 1927
- Krásná Rafaela, 1927
- Žena á Kolombína, 1928–1930
- Portrét paní Boucardové, 1931
- Adam a Eva, 1932
- Portrét hraběte Fürstenberga-Herdrindena, 1928
- Portrét dámy se zelenými rukavicemi, 1928
- Autoportrét – Tamara v zeleném Bugatti, 1929 – nejslavnější malířčin obraz
- Portrét Iry P., 1930
- Jaro, 1930
- Akt s budovami, 1930
- Portrét barona Kuffnera, 1932
- Portrét madam M., 1932
- Růžová blůza, 1933
- Ametyst, 1946

Naprostá většina malířčiných obrazů je rozptýlena v soukromých sbírkách.

### Posmrtné výstavy
- 1981: Galerie Françoise Blondel & Yves Plantin, Paříž

Seibu, Tokio, Osaka

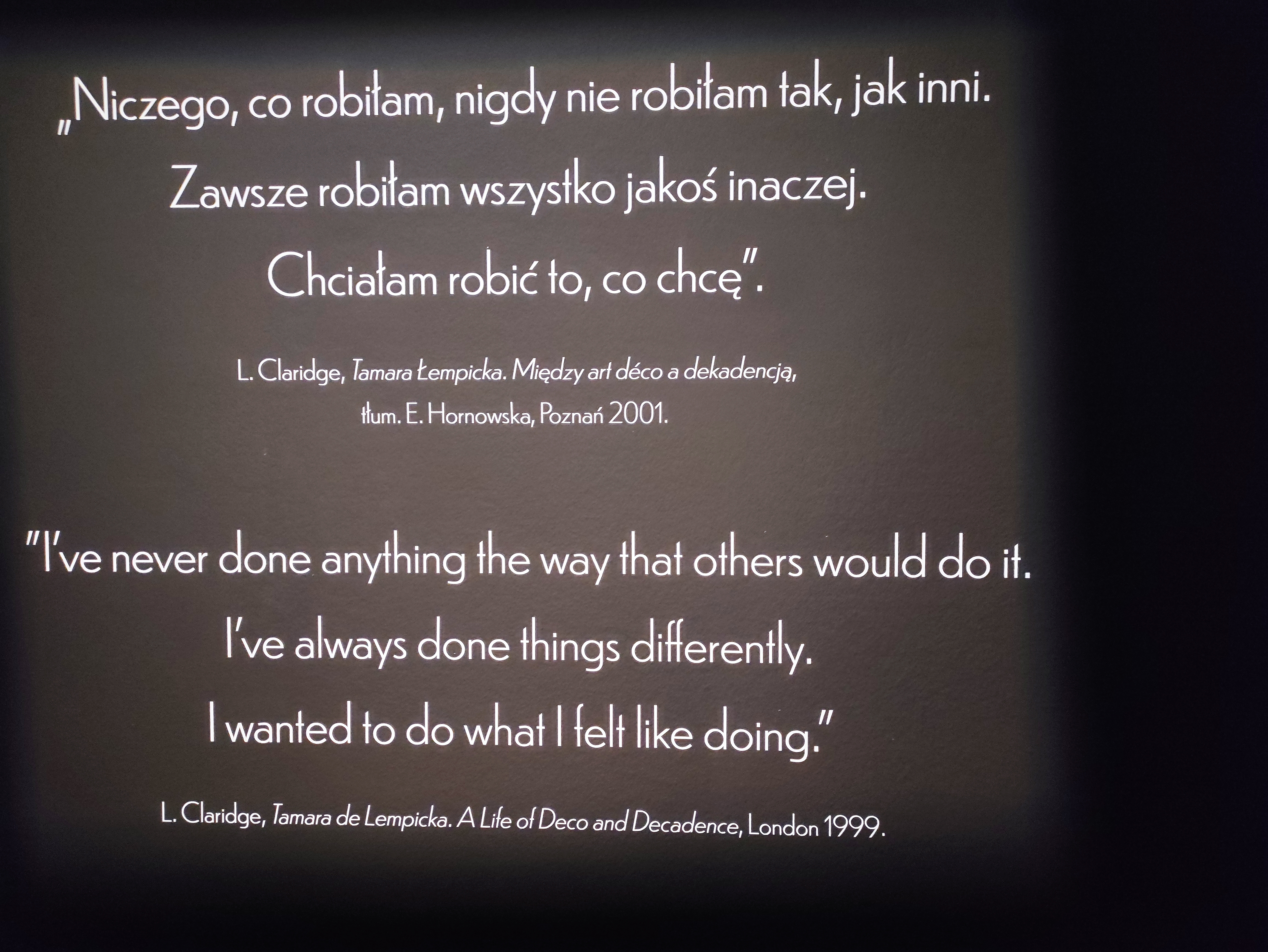
citát Tamary Łempické – z výstavy v Národním muzeu v Krakově

- 1984: Hollywood American Legion Post, Los Angeles
- 1989: Museo Nacional de Arte, Mexico City
- 1994: Accademia di Francia, Villa Medici, Řím

Musée des Beaux-Arts de Montréal
- 1996: Barry Friedman Ltd., New York
- 1997: Museum of Fine Arts, Tokio
- 2003: Art Deco: 1910–1939 Londýn, Toronto, San Francisco, Boston (putovní)
- 2022–2023: Národní muzeum v Krakově